# Tobadill
Tobadill je obec v Rakousku. Leží ve spolkové zemi Tyrolsko v okrese Landeck, asi 4 km západně od Landecku. Nedaleko Tobadillu se stéká Rosanna s Trisannou a dále tečou do Innu jako Sanna. K 1. 1. 2011 zde žilo 508 obyvatel, při sčítání o šest let později se jejich počet zvýšil na 520.
První písemná zmínka pochází z roku 1275; obec je zde označována jako „tabulat ill“. Dříve byla součástí Pians, která leží asi půl kilometru na sever, od roku 1949 je Tobadill samostatnou obcí. Hlavním zdrojem obživy místních obyvatel je turismus.

## Pamětihodnosti

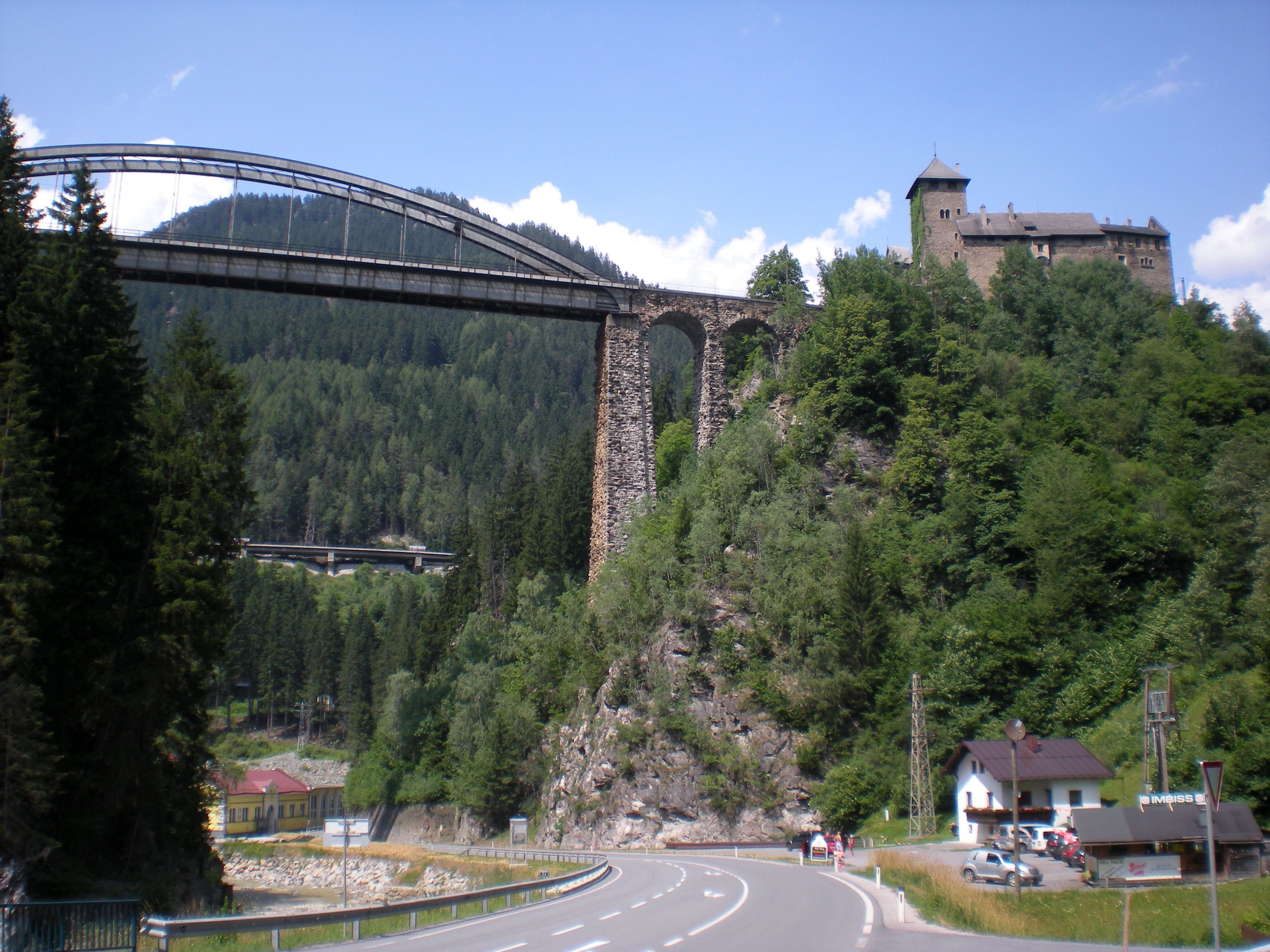
Hrad Wiesberg leží hned vedle trisannského viaduktu

- farní římskokatolický kostel sv. Magnuse v obci
- hrad Wiesberg ze 13. století na ostrohu nad Trisannou
- železniční trisannský viadukt